# Iberolacerta aranica
Iberolacerta aranica är en ödleart som beskrevs av  Oscar Arribas 1993. Iberolacerta aranica ingår i släktet Iberolacerta och familjen lacertider. Inga underarter finns listade i Catalogue of Life. Artepitet i det vetenskapliga namnet syftar på dalgången Aràn där arten upptäcktes.

## Utseende
Denna ödla har en kroppslängd (huvud och bål) av cirka 6 cm och sedan följer en tydlig längre svans. Fjällen på ryggens mitt har en gråbrun färg och sedan finns på varje sida en linje av svarta punkter. Mellan linjerna och de mörka strimmorna på bålens sidor är fjällen ljusare än på ryggens topp. Undersidan är främst vitaktig eller ibland med blå skugga på grund av att det saknas pigment.

## Utbredning
Iberolacerta aranica är bara känd från gränsområdet mellan Frankrike och Spanien i Pyrenéerna. Den har där två från varandra skilda populationer. Hela utbredningsområdet är bara lite större än 25 km². Ödlan vistas i regioner som ligger 1640 till 2670 meter över havet. Området är klippig med glest fördelad växtlighet. I närheten kan det finnas bergsängar.

## Ekologi
Arten uppsöker från senare september eller oktober till maj ett gömställe och håller vinterdvala. Antagligen vilar ödlan även under dagens heta timmar under sommaren. Iberolacerta aranica fortplantar sig en gång per år och vid dessa tillfällen läggs ungefär fyra ägg. Äggen kläcks 30 till 36 dagar senare. Hannar blir ungefär efter fyra år könsmogna och honornas könsmognad infaller samtidig eller ett år senare.
Ödlan jagar hopprätvingar, tvåvingar och spindeldjur samt troligen andra leddjur. Individerna faller offer för aspishuggorm och snösork. Dessutom äter köttflugor av arten Sarcophaga protuberans ödlans ägg.

## Status
Nötkreatur som betar på bergsängarna kan påverka arten negativ. Andra potentiella eller äkta hot är etablering av skidområden, vattenkraftanläggningar, gruvdrift och trafik med terrängfordon. Ödlan listas i appendix III av Bernkonventionen. IUCN kategoriserar arten globalt som starkt hotad.